# 고명식
고명식(1987년 7월 6일 ~ )은 대한민국의 축구 선수이며 포지션은 수비수이다.